# Centre for Development and Environment
Das Centre for Development and Environment (CDE) ist das interdisziplinäre Zentrum der Universität Bern für Nachhaltige Entwicklung und Umwelt. In der Forschung ist es zusätzlich zu seinen Schwerpunkt-Regionen Ostafrika, Südostasien, Südamerika sowie in Europa und der Schweiz weltweit in zahlreichen Ländern aktiv. In der Lehre bietet es Studiengänge im Bereich nachhaltige Entwicklung auf Bachelor-, Master-, Doktoranden- und Postgraduiertenstufe an.

## Geschichte
Das CDE wurde 2009 als eines der Kompetenzzentren der Universität Bern unter der Leitung der beiden Direktoren Peter Messerli und Thomas Breu gegründet und ist eine der international führenden Institutionen in der Nachhaltigkeitsforschung sowie in der Forschung zu Landnutzungssystemen.
Es ging aus der gleichnamigen Abteilung des Geographischen Instituts (GIUB) der Universität Bern hervor, die von den beiden Professoren Hans Hurni und Urs Wiesmann geleitet wurde. Diese war 1988 auf der Basis der beiden internationalen Forschungsprogramme Soil Conservation Research Programme in Äthiopien (1981–1998) und Laikipia Research Programme in Kenia (1984–1997) ins Leben gerufen worden. Weitere grosse internationale Forschungsprogramme folgten. Dazu zählten unter anderem Terre Tany (1989–2000) in Madagaskar, das Eastern and Southern Africa Partnership Programme (1999–2015) sowie Programme in Zentralasien, der Mekong-Region und den Anden. Dazu kamen zahlreiche Mandate wie das Umweltmandat für die Direktion für Entwicklung und Zusammenarbeit des schweizerischen Aussenministeriums (1989–2016).
Von 2001 bis 2013 leitete das CDE den Nationalen Forschungsschwerpunkt Nord-Süd, das internationale Forschungsprogramm der Schweiz in den Bereichen globaler Wandel und nachhaltiger Entwicklung.
2013 wurden Teile der vormaligen Interfakultären Koordinationsstelle für Allgemeine Ökologie (IKAÖ) der Universität Bern ins CDE integriert. Die Studiengänge in Nachhaltiger Entwicklung und der Berner Umwelt-Forschungspreis werden am CDE weiter betreut.
2016 wurde der damalige CDE-Direktor Peter Messerli von UNO-Generalsekretär Ban Ki-moon zusammen mit Endah Murniningtyas, der ehemaligen stellvertretenden Ministerin für nationale Ressourcen und Umwelt in Indonesien, zum Co-Vorsitzenden des wissenschaftlichen Expertengremiums ernannt, das den globalen Bericht zur nachhaltigen Entwicklung (GSDR) 2019 zu den Sustainable Development Goals der UNO verfasst hat.

## Forschung
Das CDE forscht zu nachhaltiger Entwicklung im Kontext von globalen Veränderungen und deren Auswirkungen auf natürliche Ressourcen – Böden, Wasser, Biodiversität –, Landnutzungssysteme sowie die Lebensverhältnisse verschiedener Bevölkerungsgruppen. Ziel ist es, in Abstimmung mit der Agenda 2030 Wege zur nachhaltigen Entwicklung aufzuzeigen, Prozesse zur Transformation anzustossen und konkrete Beiträge zur nachhaltigen Entwicklung zu leisten.
Am CDE arbeiten Wissenschaftlerinnen und Wissenschaftler aus Natur-, Sozial-, Human-, Geistes-, Rechts- und Wirtschaftswissenschaften. Die vier Forschungsschwerpunkte der interdisziplinären Teams sind:
- Landressourcen: Nutzung der natürlichen Ressourcen (Wasser, Boden, Vegetation), Bedeutung von Land (Zugang, Verteilung, Rechte) sowie Veränderung und Anpassung der Bewirtschaftung (Anbautechniken, Konservierung, Kommodifizierung) für eine nachhaltige Entwicklung
- Sozioökonomische Transformation: globale Entwicklungen, Diagnostik von Armut und Ungleichheiten, soziale und technologische Innovationen in den Bereichen Arbeit, Produktion und Konsum
- Nachhaltigkeits-Gouvernanz: Wechselwirkung globaler und lokaler Regulierungssysteme, GIS-basierte Methoden, um unterschiedliche Ansprüche auf Wasser, Land oder Nahrung auszuweisen, Politikunterstützung
- Bildung für nachhaltige Entwicklung: Kompetenzenaufbau für Transformationen zu nachhaltiger Entwicklung, Unterstützung der Universität Bern, um Nachhaltigkeit in der Lehre, der Forschung und im Betrieb umzusetzen

## Lehre
Das CDE bietet einen Masterstudiengang in Sustainability Transformations sowie einen Bachelor Minor und Master Minor in Nachhaltiger Entwicklung mit insgesamt über 400 Studierenden an. Darüber hinaus berät es alle Fakultäten der Universität Bern bei der Integration des Themas der nachhaltigen Entwicklung in ihre Studiengänge.
Im Rahmen des NFS North-South entstand 2009 auch die International Graduate School (IGS) North-South. Dieses Doktorandenprogramm basiert auf einem interuniversitären Abkommen zwischen den Universitäten Basel, Bern, Lausanne und Zürich sowie ausgewählten Kooperationsvereinbarungen mit Universitäten in Ländern des globalen Südens und Ostens. Das CDE koordiniert die Graduiertenschule mit rund 100 Doktorierenden pro Jahr.

## Organisation
Das CDE ist administrativ der Philosophisch-naturwissenschaftlichen Fakultät der Universität Bern zugeordnet. Die Universitätsleitung erteilt dem CDE einen Leistungsauftrag. Die strategische Leitung des CDE nehmen ein Präsident sowie sechs Vorstandsmitglieder wahr, in dem die massgeblichen wissenschaftlichen Partnerinstitute der Universität Bern sowie internationale Expertinnen vertreten sind. Operativ wird das CDE von einer Geschäftsleitung gleitet.
Das CDE beschäftigt derzeit mehr als 90 Mitarbeitende aus rund 16 Disziplinen. Sechs Professorinnen und Professoren sind als CDE-Mitglieder zudem in Lehre und Forschung des CDE tätig.

## Netzwerke
Das CDE unterhält national und international ein breites Netzwerk mit akademischen Institutionen wie ProClim, KFPE, td-net, saguf und scnat, globalen wissenschaftlichen Programmen, zivilgesellschaftlichen Organisationen sowie mit der öffentlichen Hand. Es hostet
- das internationale Koordinationsbüro der Mountain Research Initiative (MRI)[20]
- die Koordination von World Overview of Conservation Approaches and Technologies (WOCAT)[21]
- die Redaktion der internationalen, wissenschaftlich referierten Zeitschrift Mountain Research and Development (MRD)[22] und
- gemeinsam mit Biovision das Sustainable Development Solutions Network (SDSN) Switzerland.[23]